# Sieraków (gromada w powiecie międzychodzkim)
Sieraków – dawna gromada, czyli najmniejsza jednostka podziału terytorialnego Polskiej Rzeczypospolitej Ludowej w latach 1954–1972.
Gromady, z gromadzkimi radami narodowymi (GRN) jako organami władzy najniższego stopnia na wsi, funkcjonowały od reformy reorganizującej administrację wiejską przeprowadzonej jesienią 1954 do momentu ich zniesienia z dniem 1 stycznia 1973, tym samym wypierając organizację gminną w latach 1954–1972.
Gromadę Sieraków z siedzibą GRN w mieście Sierakowie (nie wchodzącym w skład gromady) utworzono 1 stycznia 1960 w powiecie międzychodzkim w woj. poznańskim z obszarów zniesionych gromad: Góra, Kaczlin i Chorzępowo w tymże powiecie.
W 1965 gromada miała 27 członków GRN.
1 stycznia 1970 do gromady Sieraków włączono 706,35 ha z miasta Sieraków w tymże powiecie.
Gromada przetrwała do końca 1972 roku, czyli do kolejnej reformy gminnej. 1 stycznia 1973 w powiecie międzychodzkim reaktywowano zniesioną w 1954 roku gminę Sieraków.